# Épinay (Eure)
Épinay és un municipi francès al departament de l'Eure (regió de Normandia). L'any 2007 tenia 267 habitants.

## Demografia

### Població
El 2007 la població de fet d'Épinay era de 267 persones. Hi havia 116 famílies, de les quals 36 eren unipersonals (24 homes vivint sols i 12 dones vivint soles), 44 parelles sense fills, 32 parelles amb fills i 4 famílies monoparentals amb fills.
La població ha evolucionat segons el següent gràfic:

### Habitatges
El 2007 hi havia 165 habitatges, 120 eren l'habitatge principal de la família, 44 eren segones residències i 1 estava desocupat. Tots els 161 habitatges eren cases. Dels 120 habitatges principals, 97 estaven ocupats pels seus propietaris, 19 estaven llogats i ocupats pels llogaters i 4 estaven cedits a títol gratuït; 2 tenien una cambra, 4 en tenien dues, 21 en tenien tres, 22 en tenien quatre i 71 en tenien cinc o més. 113 habitatges disposaven pel capbaix d'una plaça de pàrquing. A 61 habitatges hi havia un automòbil i a 51 n'hi havia dos o més.

### Piràmide de població
La piràmide de població per edats i sexe el 2009 era:
| Homes | Edats   | Dones |
| ----- | ------- | ----- |
| 0     | 95 o +  | 0     |
| 4     | 90 a 94 | 4     |
| 8     | 85 a 89 | 4     |
| 0     | 80 a 84 | 4     |
| 0     | 75 a 79 | 12    |
| 8     | 70 a 74 | 0     |
| 12    | 65 a 69 | 12    |
| 4     | 60 a 64 | 4     |
| 8     | 55 a 59 | 0     |
| 0     | 50 a 54 | 12    |
| 0     | 45 a 49 | 4     |
| 28    | 40 a 44 | 16    |
| 8     | 35 a 39 | 4     |
| 12    | 30 a 34 | 8     |
| 0     | 25 a 29 | 8     |
| 4     | 20 a 24 | 8     |
| 16    | 15 a 19 | 12    |
| 8     | 10 a 14 | 12    |
| 8     | 5 a 9   | 4     |
| 4     | 0 a 4   | 12    |

## Economia
El 2007 la població en edat de treballar era de 170 persones, 120 eren actives i 50 eren inactives. De les 120 persones actives 109 estaven ocupades (59 homes i 50 dones) i 12 estaven aturades (5 homes i 7 dones). De les 50 persones inactives 19 estaven jubilades, 17 estaven estudiant i 14 estaven classificades com a «altres inactius».

### Ingressos
El 2009 a Épinay hi havia 139 unitats fiscals que integraven 318 persones, la mediana anual d'ingressos fiscals per persona era de 17.815 €.

### Activitats econòmiques
Dels 12 establiments que hi havia el 2007, 1 era d'una empresa extractiva, 2 d'empreses de fabricació d'altres productes industrials, 5 d'empreses de construcció, 1 d'una empresa de comerç i reparació d'automòbils, 1 d'una empresa d'hostatgeria i restauració, 1 d'una empresa de serveis i 1 d'una empresa classificada com a «altres activitats de serveis».
Dels 7 establiments de servei als particulars que hi havia el 2009, 2 eren tallers de reparació d'automòbils i de material agrícola, 1 paleta, 1 guixaire pintor, 1 fusteria, 1 lampisteria i 1 perruqueria.
L'any 2000 a Épinay hi havia 25 explotacions agrícoles que ocupaven un total de 528 hectàrees.

## Poblacions properes
El següent diagrama mostra les poblacions més properes.